# .қаз
.қаз is de Cyrillische vorm van het landendomein van websites uit Kazachstan.